# 4577 Chikako
4577 Chikako eller 1988 WG är en asteroid i huvudbältet som upptäcktes den 30 november 1988 av de japanska astronomerna Yoshio Kushida och Masaru Inoue vid Yatsugatake-Kobuchizawa-observatoriet. Den är uppkallad efter Chikako Mitsuhashi.
Asteroiden har en diameter på ungefär 11 kilometer.